# Мотив (музыка)

Двойной мотив, открывающий Пятую Симфонию Бетховена

Моти́в (от итал. motivo — повод, побуждение; от лат. motus — движение) — наименьший элемент музыкальной структуры, простейшая ритмическая единица мелодии, состоящая из короткой последовательности звуков, объединённой одним логическим акцентом и имеющей самостоятельное выразительное значение. В общераспространённом значении — напев, мелодия.
В музыке мотив — короткая музыкальная идея, выделяющаяся из текущей музыкальной фигуры; музыкальный фрагмент или последовательность, выделяющиеся тем, что в произведении имеют либо несколько специальных, либо одно единственное значение. Encyclopédie de la Pléiade считает его единой мелодической, ритмической или гармонической ячейкой, в то время как в 1958 году Encyclopédie Fasquelle утверждала, что он может содержать одну или более ячеек, но все же по-прежнему остается минимально анализируемым элементом или фразой в пределах данного контекста. Его считают самым коротким разбиением для темы или фразы, которое все ещё содержит в себе целостную музыкальную идею. Grove и Larousse также согласились, что мотив может иметь гармонические, мелодические и/или ритмические аспекты, Grove также добавляет, что он «чаще всего является задумкой в смысле мелодики, и именно он характеризует музыкальную фигуру».
Различают мотивы:
- Гармонический мотив — серия конкретных абстрактных аккордов, не связанная с мелодией или ритмом.
- Мелодический мотив — мелодическая формула, независимая от интервалов.
- Ритмический мотив — характерная ритмическая формула, абстрактный аспект мелодии.

Мотив, тематически связанный с человеком, местом или идеей, называется лейтмотивом. Изредка встречаются случаи, когда мотив в музыке зашифрован в названии произведения.
Главный мотив (англ.) (нем. Kopfmotiv) — мотив в начале ряда произведений, состоящих из нескольких частей, служащий в качестве объединяющего момента для всех частей. Он также может назваться девизом, что чаще всего распространено в католических циклических мессах XV—XVII веков.
По Р. Скрутону, мотив отличается от музыкальной фигуры тем, что мотив является передним планом, тогда как фигура — фоном. «Музыкальная фигура имеет сходство с орнаментом в архитектуре: она „открыта в оба конца“ с тем, чтобы быть бесконечно повторимой. При прослушивании фразы как фигуры, а не как мотива, мы в это же самое время концентрируемся на её фоне, даже если она сама … целостная и мелодичная».
Любой мотив может быть использован для сочинения мелодии, темы, пьесы. Музыкальная разработка использует четкую музыкальную фигуру, которая впоследствии изменяется, повторяется, или упорядочевается в музыкальном произведении или его части, обеспечивая их целостность. Такая мотивная разработка имет свои корни в сонатах Доменико Скарлатти и в сонатной форме венских классиков — Гайдна и Моцарта. Бетховен был одним из тех, кто достиг наивысших вершин в этой технике. Классическим примером является его знаменитый «мотив судьбы» — сочетание трёх коротких и одной длинной ноты — открывающий Пятую Симфонию и появляющийся в различных местах произведения.
«Мотивное насыщение» — «погружение музыкального мотива в композиции», используется композиторами, включая, Марию Гидеон (англ.), в произведениях «Ночь моей сестры» (1952) и «Фантазия в мотиве Эванесы» (1958), и Доналда Эрба (англ.). Использование мотивов обсуждается в «Лицее Шёнберга» Адольфа Вайса.